# Université des Philippines
Cet article traite du Système de l'université des Philippines. Voir aussi l'université des Philippines Diliman, l'université des Philippines à Los Baños, l'université des Philippines, Manille ou les autres universités autonomes du Système.
L'université des Philippines est une université d'État, fondée par un acte du congrès en 1908.
Beaucoup de présidents et de sénateurs sont parmi ses diplômés. Elle dispense des enseignements universitaires dans diverses disciplines : arts, médecine, sciences humaines, affaires, droit, sciences sociales, sciences pures et appliquées, dont particulièrement l'agriculture, la technologie et la médecine.
L'équipe d'athlétisme de l'université des Philippines porte le nom de Marrons Combattants.

## Personnalités liées à l'université

### Professeurs
- Encarnación Alzona (1895-2001), féministe et historienne.

### Étudiants
- Imelda Cajipe-Endaya, artiste et féministe.
- Encarnación Alzona (1895-2001), féministe et historienne.
- Inna Palacios, footballeuse internationale.
- Manuel Rodriguez Sr., graveur et « père de la gravure philippine ».
- Pacita Abad, peintre.
- Victoria Tauli-Corpuz, militante igorot.
- Maria Lourdes Sereno, première femme juge en chef de la Cour suprême des Philippines.